# Teramulus kieneri
Teramulus kieneri és una espècie de peix pertanyent a la família dels aterínids.
Pot arribar a fer 5,5 cm de llargària màxima. És un peix d'aigua dolça, marina i salabrosa; pelàgic-nerític i de clima subtropical. Es troba a la costa oriental de Madagascar.
És inofensiu per als humans.